# مورخه (یمن)
 مورخه  به عربی ( المُورخة )، روستایی است در ناحیهٔ (شعب)، در ناحیهٔ (الشرحیب)، از توابع استان صَعده در کشور یمن در شبه جزیره عربستان.

## جمعیت
جمعیت آن (۱۰۵) نفر (۶ خانوار) می‌باشد.